# Александър Василев (кмет)
Вижте пояснителната страница за други личности с името Александър Василев.
Александър Г. Василев е български политик.

## Биография
Роден е на 15 юли 1867 година в Стара Загора. През 1894 година завършва право в Софийския университет и започва работа като съдия в Хасково. В периода 1896 – 1899 е заместник-прокурор в София. Установява се във Варна през 1899 година. Оттогава до 1905 е подпредседател на Варненския окръжен съд. Кмет на Варна в периода 1912 – 1915 година. Докато е на кметския пост се реализира част от електрификацията, канализацията и водоснабдяването на града. На 14 януари 1914 година се пуска в пълна експлоатация електрическа централа. По време на Балканските войни се заема с изхранването на бедните войнишки семейства и събиране на помощи за войниците. На 2 юли 1913 година в града навлизат румънски войски и е накаран да напусне общината, на което той отказва. Участва в Първата световна война, а през есента на 1916 година неговата къща е превърната в болница. След войните е народен представител. Участва в създаването на Народния сговор. Умира през 1927 година.